# Pécel
Pécel é uma cidade da Hungria, situada no condado de Peste. Tem 43,63 km² de área e sua população em 2019 foi estimada em 15.987 habitantes.